# Víctor Osorio Alfaro
Víctor Alexis Osorio Alfaro (Vicuña, 27 de julio de 1984) es un exfutbolista chileno. Jugaba de mediocampista. Actualmente es profesor de una escuela de fútbol que lleva su nombre.
Jugó en equipos de la Primera División de Chile, y su mayor logro fue el subcampeonato nacional con Coquimbo Unido el año 2005.

## Clubes
| Club             | País  | Año       |
| ---------------- | ----- | --------- |
| Coquimbo Unido   | Chile | 2003-2006 |
| Cobreloa         | Chile | 2007-2010 |
| Cobresal         | Chile | 2011      |
| Coquimbo Unido   | Chile | 2012      |
| Deportes Copiapó | Chile | 2012-2014 |